# Emily Levan
Emily Levan (Oklahoma City, 15 januari 1973) is een Amerikaanse marathonloopster.
Levan speelde aanvankelijk hockey op het Bowdoin-college. In 1998 stapte ze over op de marathon. In haar eerste wedstrijd eindigde ze in een tijd van 3:16 uur. In 2005 werd ze 12e op de Boston Marathon, waarmee ze als eerste Amerikaanse over de finish ging.

## Persoonlijke records
| Onderdeel      | Tijd    | Datum |
| -------------- | ------- | ----- |
| 10 km          | 36.46   | 2004  |
| Halve marathon | 1:19.47 | 2008  |
| marathon       | 2:38.32 | 2005  |

## Palmares

### 10 km
- 2004: 24e Peoples Beach to Beacon in Cape Elizabeth - 36.46
- 2005:  L.L. Bean in Freeport - 37.18
- 2005: 13e Banknorth Beach to Beacon in Cape Elizabeth - 35.54

### 15 km
- 2006: 12e Gate River Run in Jacksonville - 53.18

### 10 Eng. mijl
- 2005:  Mid-Winter Classic in Cape Elizabeth - 1:01.16
- 2008:  Mid-Winter Classic in Cape Elizabeth - 1:01.58

### halve marathon
- 2004:  halve marathon van Quebec City - 1:20.28
- 2008: 6e halve marathon van Washington - 1:19.47
- 2014: 4e halve marathon van Quechee - 1:29.55

### marathon
- 2002:  Sportshoe Center Maine in Portland - 2:47.38
- 2002: 20e New York City Marathon - 2:48.58
- 2003: 12e Boston Marathon - 2:41.37
- 2004:  Sportshoe Maine Marathon in Portland - 2:39.54
- 2004: 17e New York City Marathon - 2:43.38
- 2005: 12e Boston Marathon - 2:43.14
- 2005: 35e WK - 2:38.32
- 2006: 13e Boston Marathon - 2:37.01
- 2006: 7e Twin Cities - 2:39.20
- 2008: 67e US Olympic Trials for Women in Boston - 2:45.45
- 2013: 14e marathon van Oklahoma - 3:28.00
- 2015: 12e marathon van Burlington - 3:05.21